# アルゴミュージカル
アルゴミュージカルは、シンガーソングライターの小椋佳が企画を担当し、株式会社トライアングルによって1987年から2008年にかけて公演したジュニアミュージカルである。

## 概要
1987年の初演以来一年に一作ずつ上演された（ただし、2007年は休演）。基本的にオリジナル作品（ジュブナイルなどを原作とした作品もある）で、毎年異なる作品が上演されているのが特徴である。2002年2月に例外的に前年公演の再演が行われたものの、基本的には夏休み期間（7月下旬から8月、まれに9月中旬まで跨ぐこともあり）に全国主要都市を回って公演を行っていた。
出演者は、大抵2〜3人の大人キャストが脇を固めるが、メインキャストは小学生から高校生ぐらいまでの少年少女である。芸能活動をしている子役も含め、毎年厳しいオーディションを行い、その年のキャストが決められている。ほとんど子供ばかりで演じられる日本の商業ミュージカルとしては、全国規模で公演できる業容を持った唯一無二の存在だった。出演者の中から大手カンパニーのミュージカル俳優を多数輩出していた。
上演作品はビデオ化される傾向があり、18作目からはDVDビデオとなり通販や会場で直販されている。劇中歌がCD化される場合は「アルゴ合唱団」名義となるが、その年の出演者たちを意味しているので、メンバーはその年ごとに異なっている。1994年公演の劇中歌となった小椋作の「山に抱かれて」は、1993年のNHK紅白歌合戦で使われた曲であり、1994年6月にNHKみんなのうたで取り上げられた。
2009年4月に突然の無期限公演休止が発表され、2008年上演を最後にアルゴミュージカルは公演されなくなった。
その後、2011年3月末に東京音協とトライアングルの共同運営による「musical オオカミ王ロボ」が、全労済らの主催により全労済ホールスペース・ゼロで上演された。同作はアルゴミュージカルではないが、末期のアルゴ作品出演経験者が多く出演している。
| 年度 | 公演名                               | 演出                | 主演       | 主演       | 主な出演者 |
| ---- | ------------------------------------ | ------------------- | ---------- | ---------- | ---------- |
| 1987 | アルゴはじめての冒険                 | 岡田敬二            | 神田利則   |            |            |
| 1988 | 光の橋をこえて                       | 岡田敬二            |            |            |            |
| 1989 | 黄金の島                             | 岡田敬二            |            |            |            |
| 1990 | パパ、アイ・ラブ・ユー！             | 岡田敬二            | 木内麻理   | 高田さとみ |            |
| 1991 | 魔法使いの夏休み                     | 犬石隆              | 今井ちひろ | 小山菜穂   |            |
| 1992 | アイスクリーム応援団                 | 犬石隆              | 小山菜穂   | 牧島沙織   |            |
| 1992 | 真夏のシンデレラ館で                 | 犬石隆              | 佐藤夕美子 | 米澤モモ   |            |
| 1994 | 子猿物語                             | 野沢那智            | 俵和也     |            | 安崎求     |
| 1995 | Sing for You, Sing for Me.           | 岡田敬二/滝澤辰也   | 樋口智恵子 | 手塚宏樹   |            |
| 1996 | 招待状は101才                        | 滝澤辰也            | 米澤モモ   |            |            |
| 1997 | ロボ！笑ったね                       | 滝澤辰也/宮崎渥巳   | 森山未來   | 渡辺麻衣   |            |
| 1998 | フラワー                             | 小川美也子/宮崎渥巳 | 中村桃花   | 清水彩花   | 山崎育三郎 |
| 1999 | フラワー メズーラの秘密              | 小川美也子/宮崎渥巳 | 中村桃花   |            |            |
| 2000 | あんず 〜心の扉をあけて〜            | 小川美也子/宮崎渥巳 | 桂亜沙美   |            |            |
| 2001 | スタート！                           | 小川美也子/宮崎渥巳 |            |            |            |
| 2002 | 誰もがリーダー 誰もがスター          | 宮崎渥巳            |            |            |            |
| 2003 | 山に抱かれて 新・子猿物語            | 児玉明子            | 小高奈月   |            | 大方斐紗子 |
| 2004 | ユー・ガット・ア・フレンド           | 小川美也子/宮崎渥巳 | 長澤茜     | 服部杏奈   |            |
| 2005 | かぐやの浦島モモタロウ               | 宮崎渥巳            | 船越真美子 | 大山真志   | 川口満里奈 |
| 2006 | 新・かぐやの浦島モモタロウ           | 宮崎渥巳            | 船越真美子 | 大山真志   |            |
| 2008 | 花の海 花いろの風 -里山小学校5年1組- | 宮崎渥巳            | 渡辺崇人   | 中川大志   | 大至伸行   |

## 主な出身者
- 神田利則
- 幸涼香
- キミホ・ハルバート（舞踏家、振付師）
- 多田葵
- 河合篤子
- 佐藤夕美子
- 俵和也
- 坪井美奈子
- 樋口智恵子
- 佐野泰臣
- 太田彩乃
- 豊永利行
- 笹本玲奈
- 中村桃花
- 本田有花
- 川崎真央
- 森山未來
- 長谷川桃
- 井上碧
- 今井ちひろ
- 倉沢桃子
- 岡田茜
- 名塚佳織
- 歌原奈緒
- 冨岡真理央
- 桂亜沙美
- 郡司あやの
- 渡部瑞貴
- 篠原美紀
- 山崎育三郎
- 安藤聖
- 船越真美子
- 船越英里子
- 服部杏奈
- 齋藤彩夏
- 早野薫
- 小高奈月
- 飯田美心
- 石黒貴己
- 仲本詩菜
- 柳志乃
- 大山真志
- 内藤大希
- 西川大貴
- 清水彩花
- 土田あい
- 田代りさ
- 後藤夢乃
- 中川大志